# Our Mutual Friend
Our Mutual Friend és una novel·la de Charles Dickens publicada en fulletons entre l'any 1864 i 1865. És la darrera novel·la completa de l'autor, ja que va morir mentre redactava la següent, The Mystery of Edwin Drood. L'obra pretén retratar els diferents estrats de la societat victoriana i criticar-ne l'excessiu materialisme i alienació a partir de l'examen de com afecta diversos personatges un testament. El conflicte entre els valors moralment vàlids i les pressions socials fa avançar la trama.
La novel·la va ser publicada en vint fulletons i il·lustrada en l'edició original per Marcus Stone. Va ser adaptada per la BBC en format de telesèrie en diverses ocasions i la seva influència és patent en autors posteriors, que usen noms dels seus personatges en les seves obres.

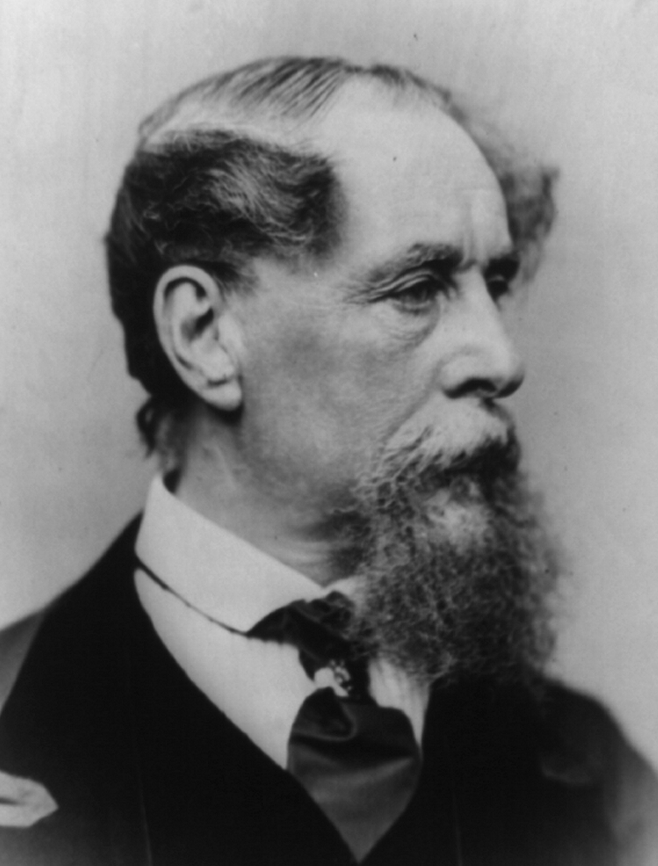
Charles Dickens, l'autor de la novel·la

## Argument
Un vell ric mor deixant tota l'herència al seu fill, John Harmon, amb la condició que es casi amb una jove anomenada Bella Wilfer. Aquest torna al país en secret i fingeix la seva mort ofegat per tal de poder observar la seva futura dona i els criats que hereten la fortuna pensant que ell ha mort, els Boffin. Dins l'alta societat on entren els Boffin, tenen lloc diversos moviments per tal de pactar els millors matrimonis i fer fortuna o per tal de guanyar més diners.
Aquest matrimoni tracta de fer el bé, adoptant un orfe en el seu honor i protegint la jove, vídua abans de casar-se, a banda d'entrar en contacte amb un home que suposadament els instruirà en la literatura, però que només vol la seva fortuna. John Harmon, sota el fals nom de Rokesmith, entra al seu servei com a secretari per tal de dur a terme el seu pla i descobreix que la noia és de gran bellesa però que està obsessionada pels diners, per la seva pobresa. Malgrat tot, cau enamorat d'ella.
Mentrestant, la família de l'home que ha trobat el suposat cadàver passa problemes econòmics i la filla, també molt bonica, és desitjada per diversos homes, fins que decideix fugir per salvar el seu honor. Bella coneix la noia, Lizzie, i comença a transformar-se seguint el seu pur exemple. Mr. Boffin sembla transformat per la fortuna, convertit en un altre ric sense escrúpols, però al final tot es descobreix una farsa, per tal que la jove Bella vegi de primera mà els efectes negatius dels diners. Així, ella abandona la casa dels Boffin per casar-se amb Rokesmith sense saber que ell és ric. Al final, després d'una trama de gelosia i suspens, la parella recupera la seva herència feliços només per tenir-se l'un a l'altre i amb un nadó.

## Personatges
Els personatges s'articulen en diversos cercles, tot i que estan interconnectats:
- El cercle dels Boffin
  - Mr. Boffin: criat illetrat però de bon cor que hereta una fortuna i es proposa fer el bé. Entra en contacte amb Silas Wegg, fascinat per la seva cama de fusta, perquè l'instrueixi en literatura. Adopta Bella Wilfer i intenta adoptar un jove orfe, que mor. Accepta entrar dins el pla de Rokesmith de fingir que la riquesa l'ha canviat (el lector no sap que és fals fins al final) per educar Bella.
  - Mrs. Boffin: representa la dona de bon cor i instint maternal que posa sempre per davant la felicitat dels altres a la riquesa o la seva comoditat. Tot i la seva incultura i mal gust es fa estimar per tothom.
  - John Rokesmith: nom que adopta John Harmon, protagonista de l'obra, per poder estudiar la seva futura dona. Treballa com a fidel secretari dels Boffin i tracta Mrs. Boffin com una mare, recordant com ella l'havia atès de petit. Deixa la feina quan Mr. Boffin l'afronta (suposadament) després d'haver-se declarat debades a Bella. Ella reacciona davant aquest fet i es casen. Al final recupera la seva posició. Intenta sempre fer el bé als que l'envolten.
  - Mrs. Bett Highen: àvia de l'orfe que volen adoptar, és una dona pobra però forta i honrada, que busca escapar de la caritat i treballa fins a la mort (en mans de Lizzie Hexam, a qui fa sortir del seu amagatall secret). Cuida diversos nens discapacitats.
  - Sloopy: jove discapacitat mental que és adoptat pels Boffin quan l'orfe desitjat mor, i comença a treballar fent de fuster. Al final de l'obra, coneix Jenny Wren i s'insinua la possibilitat d'una relació amorosa entre ells. Destaca per la seva fidelitat a Mrs. Highen i el seu bon cor. És l'encarregat de fer fora de la casa Silas Wegg quan es descobreix tota la trama.
  - Silas Wegg: home que ha perdut una cama i que pretén ser un erudit per gaudir de la fortuna dels Boffin. Desagraït amb el seu benefactor, li vol fer xantatge quan descobreix un susposat testament que invalida tota l'herència (després es descobreix l'autèntic llegat), testament que troba buscant en secret on creu que hi ha un tresor.
  - Mr. Venus: taxidermista que entra en contacte amb Silas Wegg per posseir les restes de la seva cama. Wegg l'intenta convèncer perquè participi en el seu xantatge, però ell, penedit, acaba dient-li-ho tot a Mr. Boffin. Pateix per un amor rebutjat.

- El cercle dels Wilfer:
  - Bella Wilfer: noia d'extraordinària bellesa, com el seu nom indica; al principi de la novel·la només pensa en els diners per sortir de la pobresa de la seva família. L'únic afecte que experimenta és pel seu pare, però conèixer persones nobles la fa entrar en conflicte intern fins que decideix optar per l'amor, abandonant la casa dels Boffin quan pensa que Mr. Boffin ha canviat i tracta malament el seu estimat, Rokesmith (a qui prèviament havia rebutjat per la seva posició). Casada i feliç, descobreix que tot era un muntatge i ho accepta perquè és pel seu bé.
  - Mrs. Wilfer: la mare de Bella és una dona que no es resigna a la seva situació de pobresa i tracta malament tothom, està perpètuament insatisfeta i fingeix tenir més posició que la que realment té (per això porta guants sempre).
  - Lavínia Wilfer: germana petita de Bella, és una adolescent insolent que es dedica a dir les veritats de la seva situació a tothom, però que guarda rancor perpetu per la seva pobresa.
  - George Sampson: jove humil i sense caràcter que havia pretès casar-se amb Bella, però que acaba amb la seva germana menor durant la primera marxa amb els Boffin.
  - R. Wilfer: home de bon cor, humil fins a l'extrem d'ocultar el seu nom, que treballa sense descans per mirar de contentar la seva família, sense èxit. Està fascinat per la seva filla Bella, a qui justifica qualsevol acció, i totalment dominat per la seva dona.

- El cercle del riu:
  - "Gaffer" Hexam: és l'home qui troba un cadàver al riu, que desencadena tota la trama. Viu del que troba al riu, especialment cossos. S'oposa al fet que els seus fills rebin educació i és presentat com un home rude i egoista.
  - Lizzie Hexam: noia maca i humil que dona suport al seu pare quan és falsament acusat i que anima el seu germà Charlie a fugir de casa per anar a escola. Quan el seu pare mor d'un accident, passa a protegir Jenny Wren. És desitjada per Bradley Headstone i per Eugene Wrayburn amb passió. Ella estima Eugene, però és massa conscient de la diferència de classes, així que fuig per protegir el seu honor. Ell la troba, és ferit pel gelós Bradley i acaben casant-se.
  - Charlie Hexam: noi infantil i egoista, que només pensa en el seu ascens social. Usa l'escola per intentar pujar a instàncies de Lizzie, que li ha fet de mare, però ell li gira l'esquena quan rebutja casar-se amb Bradley i així assegurar la seva posició. Es mostra horroritzat quan coneix l'agressió a Eugene, però no pel crim sinó per la por que l'hi relacionin i pugui perjudicar-lo.
  - Jenny Wren: noia discapacitada filla d'un pare alcohòlic (a qui tracta com un fill), que viu fent vestits de nina. Troba en Lizzie l'única amiga de la seva vida i destaca per la seva franquesa, veient les veritables intencions de tots els personatges que apareixen en la novel·la.
  - Rogue Riderhood: exsoci de Gaffer, pobre i vil. Acusa Gaffer d'assassinat per intentar aconseguir una recompensa. Posteriorment, s'alia amb Bradley per perseguir Lizzie, però l'acaba fent xantatge. Moren tots dos en una violenta baralla al riu.
  - Pleasant Riderhood: filla de l'anterior, intenta fer-lo abandonar la mala vida sense èxit. S'insinua un possible romanç amb Mr. Venus.

- L'alta societat:
  - Mr. Lammle i Mrs. Lammle: matrimoni gran que es casen a instàncies dels Veneering, creient tots dos que l'altre és ric. Quan descobreixen que són pobres, amaguen la seva situació i tracten de posar-hi remei amb intrigues per concertar matrimonis. Quan aquests fracassen, per un moment de penediment d'ella, intenten fer fora John Rokesmith, que controla la fortuna dels Boffin per poder manipular-los. Acaben fugint immersos en la vergonya de la fallida, però abans Mr. Lammle agredeix Fledgeby per impostor.
  - Mortimer Lightwood: advocat encarregat del testament, mostrat com un home bo però simple, amb dificultats econòmiques per la manca de clients. Dona suport al seu amic Eugene i és ell qui precipita que Rokesmith acabi dient la veritat a la seva dona.
  - Eugene Wrayburn: millor amic de l'anterior, és un jove molt sarcàstic i petulant que canvia pel seu amor per Lizzie. Després de l'agressió de Bradley, decideix casar-se amb ella per salvar el seu honor, malgrat els comentaris socials i les pressions familiars perquè triï una altra dona.
  - Mr. Podsnap: home ric que es creu moralment superior a tothom i pensa que Anglaterra és el centre del món. Intenta adaptar tots els que l'envolten a la "Podsnappery" o la seva filosofia de vida, basada en les convencions socials.
  - Georgiana Podsnap: jove extremadament tímida i innocent que creu que Mrs. Lammle és la seva íntima amiga (quan en realitat ella l'intenta casar amb Fledgeby per obtenir beneficis) i té terror al seu pare i les seves manipulacions. Quan els Lammle cauen en desgràcia, els dona en secret part de les seves joies per intentar ajudar-los.
  - Mr. Flegdeby: jove petulant, hereu d'una casa de préstecs, obsedit perquè li creixin patilles i així demostrar que ja és madur. Usa Mr. Riah per a extorsionar els clients de la seva casa i salvar alhora la seva reputació, fingint que és amic de les seves víctimes. És agredit per Mr. Lammle quan es descobreix tot.
  - Twenlow: cavaller membre de la noblesa, participa involuntàriament en algunes de les intigues socials, preocupat per mantenir l'estimació dels seus amics. Un conegut el fica en deutes que el fan entrar en contacte amb Fledgby. Acaba distanciant-se del cercle i donant suport al matrimoni d'Eugene per amor.
  - Mr. Veneering i Mrs. Veneering: matrimoni de "nou rics", actuen com a centre social en reunir els diferents personatges a la seva taula. Miren d'aconseguir un càrrec polític per consolidar la seva posició, basada en l'ostentació.
  - Lady Tippings: dona gran de la noblesa, que fa ostentació dels seus suposats amants i que se sent superior a la resta.
  - Boover i Boots: convidats als sopars dels Veneering, representants de l'alta societat, sense opinions pròpies més enllà del que està acceptat.

- Altres personatges rellevants:

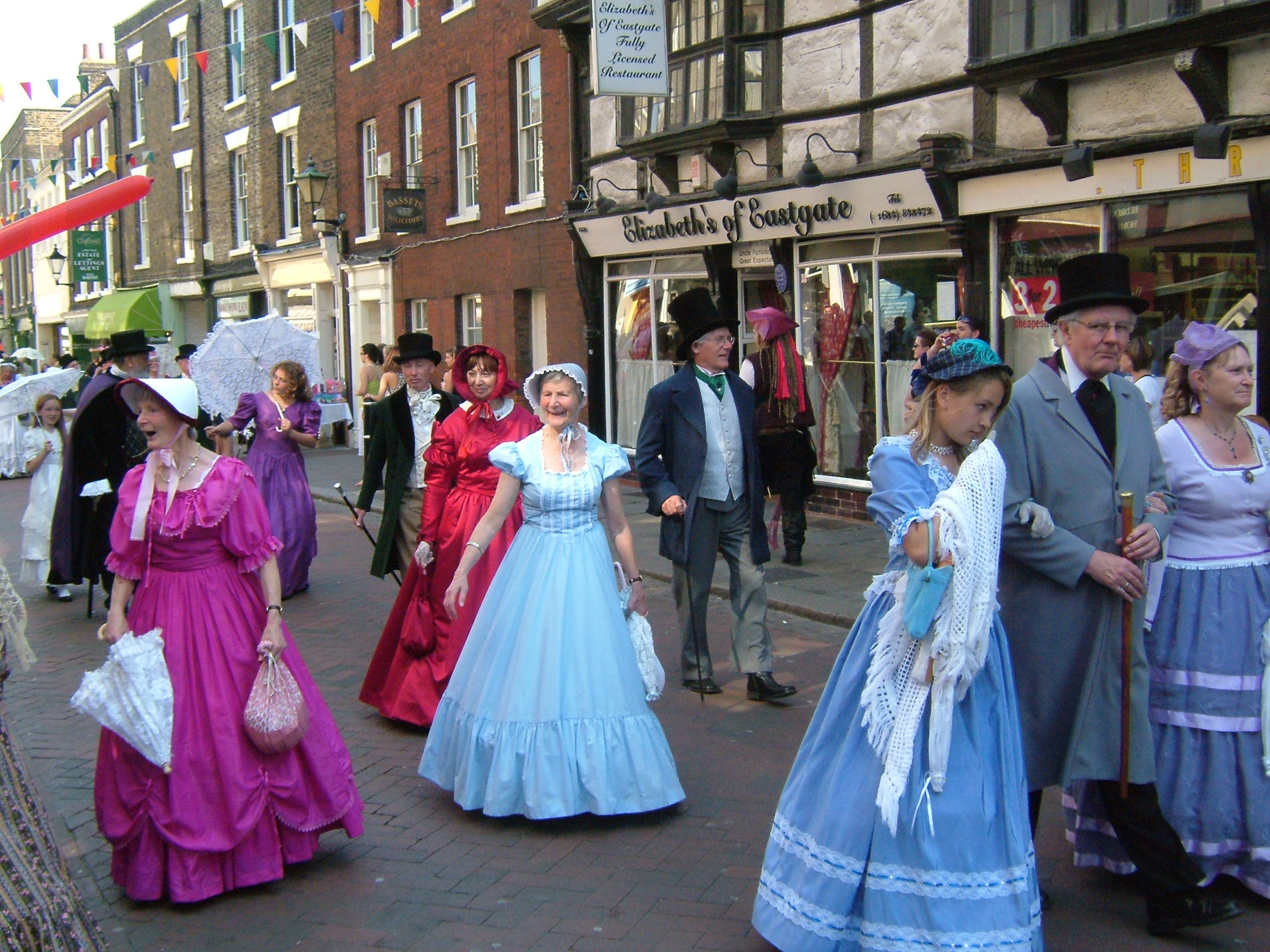
Recreació de l'alta societat al Festival Dickens

  - Bradley Headstone: mestre d'escola que s'ha fet una posició amb el seu esforç, protegeix Charlie Hexam fins que s'enamora de la seva germana i embogeix. Veu en el seu rival Eugene un símbol de la classe alta que menysprea el seu origen i el seu odi gelós fa que planegi matar-lo, disfressant-se de Rogue Riderhood. Quan ell ho descobreix i li fa xantatge, perd el control i el va a buscar. Acaben morint tots dos en una baralla al riu.
  - Mrs. Preecher: mestra d'escola enamorada sense esperances de Bradley Headstone.
  - Mrs. Abbey Potterson: regenta una taverna al costat del riu i aconsegueix mantenir el control del local malgrat els borratxos, que la respecten com una mestra o mare. Intenta que Lizzie treballi per a ella perquè marxi de casa seva i expulsa Rogue Riderhood per la seva mala inclinació moral.
  - Mr. Riah: viu al riu i treballa per al Fledgeby. És jueu, però rebutja la usura, només actua com a prestador pressionat pel seu amo, a qui vol deixar. Humil i de bon cor, protegeix Lizzie, donant-li allotjament quan fuig de la ciutat.
  - L'inspector: policia que instrueix el cas del possible assassinat de John Harmon; fa avançar la trama.

## Temes
El tema principal de la novel·la és la desigualtat social i els diners, que són el motor d'actuació de la majoria de personatges de l'obra. Els pobres pateixen per aconseguir-los mentre que els rics només pensen en com mantenir-los. El testament fa canviar de posició social els Boffin, i atreu personatges menyspreables com Silas Wegg. Els diners s'associen a maldat moral, sigui perquè permeten actes malvats per aconseguir-los (com la usura en Flegdeby) o sigui perquè corrompen (com amb Mr.Boffin, encara que després sigui tot una trampa). En canvi, els diners guanyats amb el treball són presentats d'una manera més positiva, seguint l'obra anterior David Copperfield, com es veu tant en el cas de personatges positius, com la pobra però incansable Betty, com negatius, com en el cas de Headstone, que malgrat la seva violència atreu per la seva posició aconseguida amb esforç.
Lligat amb l'anterior, apareix el tema del matrimoni, un leit motiv de les obres del segle xviii i especialment del s. XIX. John Harmon refusa casar-se sense conèixer la seva dona i per això adopta una identitat falsa. Eugene Wrayburn és criticat per casar-se amb Lizzie, molt més pobra. Tanmateix, és a les dones a qui el matrimoni posa en situacions més compromeses: elles pensen només en el príncep blau del romanticisme, però la realitat les força a veure el casament com un tracte comercial; Mrs. Lammle ho accepta, Mrs. Wilfer ho intenta amb les seves filles, Georgiana Podsnap no pot oposar-se i les dues heroïnes, Bella i Lizzie, ho rebutgen, la segona per rectitud moral i la primera, que comença l'obra volent precisament fer un bon casament, perquè canvia de principis. Aquest contrast entre el desig i les pressions socials és un dels temes d'altres obres realistes, com Madame Bovary.
El paper de la dona apareix com a ric, malgrat el masclisme imperant en la societat. És cert que el principal atribut que es destaca de les dones és sempre la bellesa física (fins i tot, de Jenny Wrenn, es contrasta la cama coixa amb el cabell llarg i sedós) i és això el que atreu l'amor dels homes en primera instància, però apareixen caràcters que intenten mostrar com la dona estava guanyant pes. Bella, un cop casada, tot i que accepta el rol principal de mestressa de casa i mare, intenta estar al dia de l'actualitat i ser partícip de les decisions domèstiques. Igualment és ella qui pren el control de la seva vida, primer intentant controlar amb qui es casa per assegurar-se una posició i després rebutjant justament aquestes maquinacions. Mrs. Wilfer domina totalment el seu marit i Mrs. Boffin pren la iniciativa d'adoptar els nens i començar a fer el bé.
Lizzie, malgrat ser posada com un exemple moral, adopta el rol tradicional de la dona: primer defensa el seu pare i cuida el seu germà com a mare i ha de fugir per preservar el seu honor, tema comú en la literatura des del Renaixement. Actua com a àngel salvador, com la donna angelicata de l'amor cortès. Les dones són intrigants, com Mrs. Lammle, però estan sotmeses als seus marits; només poden demostrar el seu poder en l'àmbit domèstic, si no són purament ornaments per als homes, com Mrs. Podsnap o la seva filla. L'instint maternal és una de les virtuts més preuades, per això són presentades com a positives Bella, Betty o Jenny i, en canvi, les mares desnaturalitzades com Mrs. Veneering o Mrs. Wilfer apareixen amb una llum negativa.
La fantasia, especialment la literària, apareix com una via d'escampament per a la dona. Lizzie projecta en el foc un futur millor per a ella i el seu germà quan són petits, apareixen mencions explícites als contes de fades (Jenny és la Ventafocs i Mr. Riah la fada, Silas Wegg apareix com un ogre, totes les dones imaginen cavallers que els venen a rescatar i demanar en matrimoni). El final feliç, amb casament inclòs per amor i els canvis de fortuna, són un element comú en totes les històries populars.
Destaca la violència que apareix a conseqüència de la pressió social sorgida de la Revolució industrial. Hi ha diverses agressions en la novel·la, sempre entre homes (Mr. Lammle agredeix Fledgeby, Bradley Headstone intenta matar Eugene, Riderhood es baralla mortalment amb Headstone) i bastants amenaces, sempre d'home a dona (Mr. Lammle a la seva dona, el pare alcohòlic amb Jenny Wrenn, Charlie a la seva germana). Mrs. Abbey Potterson apareix com a contrapunt, controlant la violència potencial del seu entorn.
Un altre tema destacat és el del renaixement, associat a l'aigua com en el baptisme cristià. Dos dels herois es transformen en una altra persona quan surten de les aigües: John Harmon perquè assumeix voluntàriament una altra identitat per mirar d'actuar correctament i netejar així la memòria del seu pare, i Eugene perquè en ser rescatat del riu decideix casar-se. Tots dos són premiats amb matrimonis feliços, en el segon cas amb una recuperació miraculosa inclosa. En canvi, aquells que no aconsegueixen sortir de les seves personalitats mesquines, moren ofegats, com és el cas de Gaffer, Riderhood i Headstone.
Com en altres novel·les de Dickens (notablement Oliver Twist i Great Expectations), apareix de manera destacada el tema de la infància, vista com una etapa de desprotecció i innocència. Les filles de classe baixa han d'assumir un rol que no els pertoca i portar el pes de la casa davant els excessos dels seus pares (tant Jenny, Bella com Pleasant actuen d'aquesta manera) i apareix el treball infantil (Jenny Wren). John Harmon està marcat pet una infància sense afecte, per això intenta canviar les coses fingint ser qui no és, i només una criada el reconeix per haver-lo consolat de petit davant la distància del seu pare. Els orfenats i escoles surten retratats com llocs desagradables, que no busquen l'autèntic bé del nen; per això, la Betty fuig sempre de l'ajuda pública i els mestres són personatges ridículs.
El personatge de Mr. Riah és remarcable: és un jueu i es dedica tòpicament a prestar diners, però apareix com a personatge positiu, que només explota per ordres del seu patró, cristià i ric, i que protegeix els febles. L'antisemitisme de la societat es mostra en els comentaris despectius que rep de la majoria de burgesos i que aguanta estoicament, sense canviar la seva bondat. Sembla que aquest personatge va sorgir perquè Dickens volia demostrar a una dona jueva amb qui es cartejava que no etiquetava tots els jueus com un tot negatiu, a diferència de molts compatriotes, i per compensar el retrat negatiu dels jueus en la figura anterior de Fagin, en Oliver Twist. La relació entre Riah i el seu amo recorda les figures de cap i treballador d'A Christmas Carol, tot i que el vell Scrooge és més similar en el retrat a Silas Wegg.

## Estil
Dickens escriu aquesta novel·la seguint els paràmetres del realisme. Així, abunden les descripcions d'ambients i detalls, intenta retratar totes les classes socials d'una gran ciutat, adapta els diàlegs al registre de cada personatge i usa la novel·la per a fer crítica social. De tota manera, el seu punt de vista és lluny de l'objectivitat i mostra clarament les seves simpaties per uns o d'altres escollint determinats trets descriptius. Això no vol dir que caigui en el maniqueisme: hi ha personatges bons i dolents en cada classe social i si molts d'ells es mostren com a representants d'un tipus, també apareixen personatges rodons, que evolucionen al llarg de l'obra (aquests sempre del mal al bé, mai a la inversa).

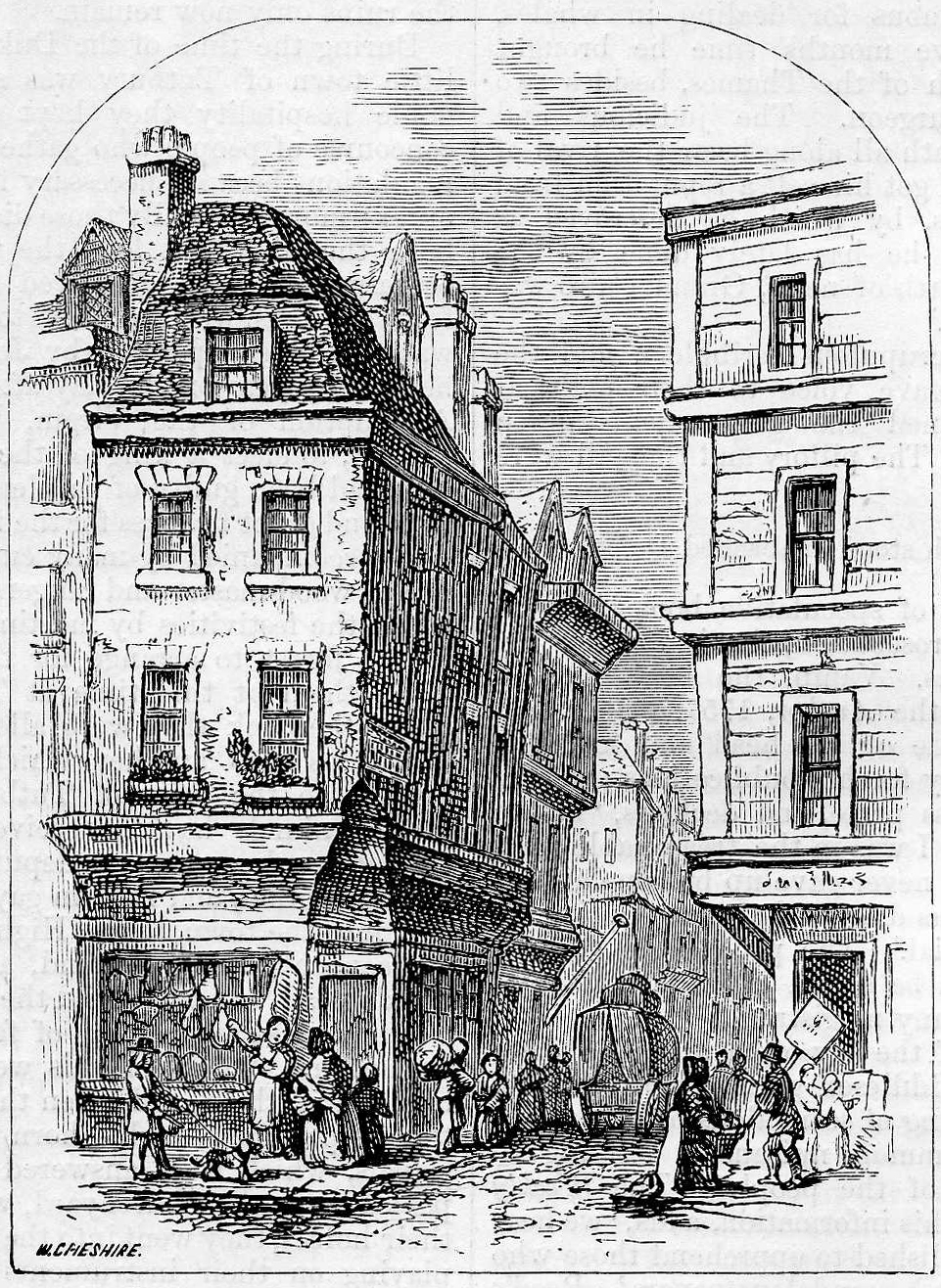
El Londres victorià, un protagonista més

En dos aspectes s'avança cap al naturalisme, sense arribar a ser una obra naturalista pel punt de vista de l'autor: en els detalls d'aspectes desagradables i morbosos (com la feina de recuperar cadàvers del riu) i en el paper que juga el passat i la família per explicar les accions futures dels personatges (però sense caure mai en el determinisme, com proven els dos protagonistes principals, que escapen del destí que estava fixat pel seu origen). A més a més, de cada personatge, se solen destacar més els aspectes negatius, fet que no va agradar als lectors contemporanis.
Abunden les metàfores i els epítets (el querubí Wilfer, per exemple), associtats tant als llocs i als objectes, amb el recurs de la personificació, com a les persones, sovint amb una intenció ridiculitzant. I és que l'humor plana per tota la novel·la, com en altres obres de l'autor (The Pickwick Papers, per exemple). Aquest humor apareix en la caricatura de determinats personatges (com l'obsessió de Fledgeby pel cabell, Mrs. Wilfer amb els guants o Mr. Boffin amb la cama de fusta de Silas Wegg), en determinats diàlegs (destaca especialment la visita de Headstone i Charley a Eugene per intentar que abandoni Lizzie o les converses iròniques entre els Lammle i els joves o entre els dos advocats), i en contrapunts còmics, amb figures que actuen com el graciós barroc (Sloopy, Jenny Wrenn, que també com molts bufons nans pateixen una discapacitat).
Una metàfora recurrent és la de la pols. La pols està associada als diners, tant perquè poden embrutar com perquè són igual d'importants i volàtils. La fortuna de Harmon sorgeix justament de la pols, dels residus (potser basat en el cas real de Henry Dodd, que va fer fortuna amb les escombraries de Londres), i Mr. Boffin és anomenat sorneguerament escombriaire daurat pels membres de classe alta. Igualment, Silas creu que entre la pols hi ha amagat un tresor. La inspiració parcial per a la trama pot haver sorgit d'una història de D. R. Horne anomenada justament Dust; or Ugliness Redeemed.
Molts crítics creuen que aquesta novel·la és una aproximació de Dickens a la modernitat del segle XX per la fragmentació de la trama i el punt de vista, a banda de l'ambientació contemporània, a diferència d'altres obres anteriors. El pessimisme sobre el que retrata només està lleugerament apaivagat pel final feliç dels protagonistes i pels moments còmics, que no aconsegueixen eclipsar el paisatge moralment depriment que els envolta.
El mateix Dickens és conscient que revelant ben aviat que Rokesmith és Harmon l'obra perd en suspens, tal com declara en la nota final del llibre. Tanmateix, el suspens es crea per les trames paral·leles i pel canvi del Mr. Boffin que sembla real fins al darrer moment, i aquest suspens manté el to de fulletó propi de l'època. L'interès central, però, radica en l'evolució psicològica dels personatges i en el retrat social; per això, la novel·la no es pot catalogar com d'aventures o intriga, malgrat la trama.